# Academy Drama School
De Academy Drama School (vaak afgekort als The Academy) is een Brits college, gespecialiseerd in stemtechnieken en podiumkunsten zoals drama. Het is een hoger onderwijs, en als men aan de Academy Drama School afstudeert heeft men een Bachelor of Arts. De locatie van de Academy is in Whitechapel, ten oosten van Londen. De toelating voor de opleiding gebeurt door middel van auditie en interview. De plaatsen zijn zeer beperkt, zodat er een hevige competitie is om toegelaten te worden.

## Geschiedenis
De Academy is opgericht in 1985, door Tim Reynolds en zijn vrouw Judith, als de Evening Academy of Dramatic Art (EADA). Zij zagen de nood voor een dramaschool die een volledig en professioneel lessenpakket kon aanbieden voor diegenen die over de ambitie en het talent beschikken, maar niet de middelen om de opleiding te betalen. Daarom dat ze een voltijds avondcursus inrichtte van twee jaar over zes trimesters, wat de studenten de kans biedt om een broodwinning te hebben overdag, terwijl ze intensief een opleiding volgen in de avonduren en de weekends.
Hoewel de origine van de opleiding in het avondonderwijs ligt, biedt de school ook sinds kort andere mogelijkheden. Zo kan men ook een postgraduaat halen in een 1-jarige opleiding, ook wel the medalion cource genoemd, deze verkorte opleiding komt overeen met een acteercertificaat van de London Academy of Music and Dramatic Art (Kim Cattrall heeft deze opleiding gevolgd).
Ook een eenjarige opleiding gecombineerd met een cursus Engels voor anderstaligen behoort tot de mogelijkheid, maar deze lessen worden op de dag gegeven.